# Tetraconcha stichyrata
Tetraconcha stichyrata är en insektsart som beskrevs av Karsch 1890. Tetraconcha stichyrata ingår i släktet Tetraconcha och familjen vårtbitare. Inga underarter finns listade i Catalogue of Life.